# Гіоргі Кохреїдзе
Гіоргі Кохреїдзе (груз. გიორგი კოხრეიძე;, нар. 18 листопада 1998, Зестафоні, Грузія) — грузинський футболіст, нападник клубу «Сабуртало».

## Ігрова кар'єра

### Клубна
Гіоргі Кохреїдзе  з 2011 року займався футболом у молодіжній команді тбіліського клубу «Сабуртало». З сезону 2015 року нападник був заявлений до першої команди. Виступаючи у складі «Сабуртало» у чемпіонаті Грузії, Кохреїдзе вигравав Кубок та Суперкубок Грузії, а також ставав чемпіоном країни.
У 2021 році нападник перейшов до французького клубу Ліги 2 «Гренобль». Але за весь час провів лише шість матчів у Франції і в січні 2023 року розірвав контракт з французьким клубом.
У березні 2023 року Кохреїдзе повернувся до «Сабуртало».

### Збірна
Георгій Кохреїдзе провів тринадцять поєдинків у складі молодіжної збірної Грузії.

## Титули
Іберія 1999
 Чемпіон Грузії (2): 2018, 2024
 Переможець Кубка Грузії (2): 2019, 2023
 Переможець Суперкубка Грузії (2): 2019, 2020